# Catarhoe palaestinensis
Catarhoe palaestinensis är en fjärilsart som beskrevs av Otto Staudinger 18965. Catarhoe palaestinensis ingår i släktet Catarhoe och familjen mätare. Inga underarter finns listade i Catalogue of Life.